# Historia Slavorum Occidentis
Historia Slavorum Occidentis – półrocznik wydawany od 2011 roku w Toruniu. Publikowane są w nim artykuły naukowe, recenzje, materiały dotyczące historii Europy Środkowo-Wschodniej. Redaktorem naczelnym jest Józef Dobosz. 